# 菰帽悬钩子
菰帽悬钩子（学名：Rubus pileatus）是蔷薇科悬钩子属的植物，为中国的特有植物。分布于中国大陆的甘肃、河南、陕西省、四川等地，生长于海拔1,400米至2,800米的地区，多生长在路旁疏林下、沟谷边或山谷阴处密林下，目前尚未由人工引种栽培。